# (593) Титания
(593) Титания (англ. Titania) — астероид в поясе астероидов, найденный Августом Копффом 20 марта 1906 года в Хайдельберге. Назван в честь Титании, королевы фей в произведении Уильяма Шекспира «Сон в летнюю ночь», что может быть связано с его временным обозначением 1906 TT.

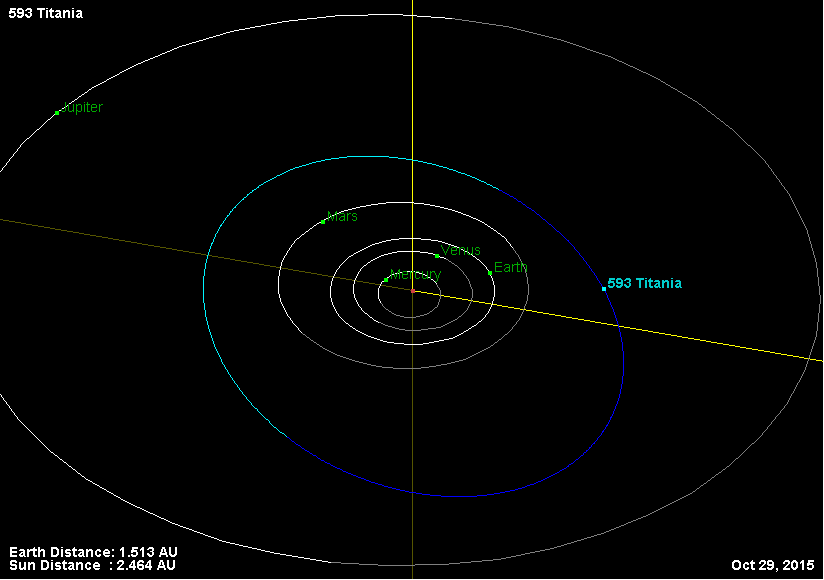
Орбита астероида Титания и его положение в Солнечной системе